# Hans Madeín

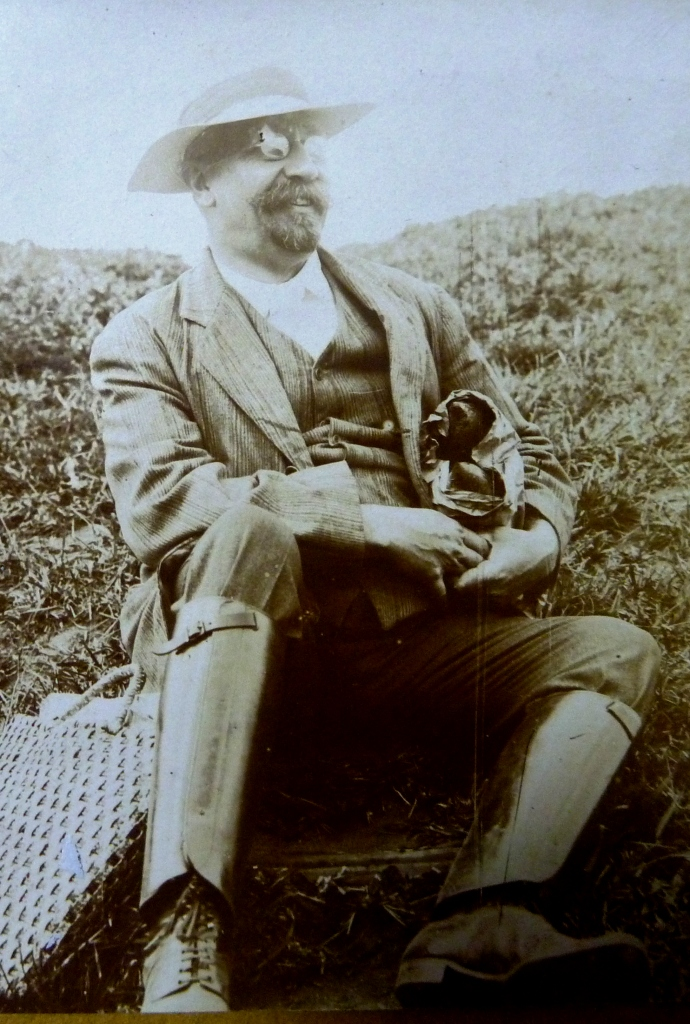
Johann Lorenz Madein in Brasilien

Hans Madeín (* 15. Dezember 1857 in Neumarkt; † unbekannt) war ein Südtiroler Architekt und Baumeister.
Sein Vater Lorenz Madeín (* 26. August 1829 in Schleis; † 1. April 1888 in Neumarkt) war Tischlermeister in Neumarkt.
Madeín war Mitarbeiter bei der Zeitschrift Der Kunstfreund, die vom kaiserlich-königlichen Konservator Karl Atz herausgegeben wurde. Madeín wurde 1891 wegen Betrug an der Stadt Bozen und der Baumwollspinnerei St. Anton zu zwei Jahren Zuchthaus verurteilt und 1892 begnadigt.  Er verließ in den 1890er Jahren Bozen und wanderte nach Brasilien aus.

## Bauwerke
Hier eine Auflistung von Bauwerken aus seiner Hand (soweit nicht anders angegeben, in Bozen):
- 1885 Zollhäusel am Bahnhofplatz, ein kleiner bunter Ziegelbau; heute steht hier der Froschbrunnen.
- 1887 Umbau des Glöckelhofes im Stil der Neurenaissance (Villa Grabmayr).
- 1887 Loretokapelle in Auer; im Auftrag von Ida von Malfér. Gelegen rechts von der Reichsstraße auf der sogenannten Heide (ein Stück von St. Peter).
- 1888 wurde Madeín in die Kurvorstehung von Gries gewählt.
- 1888 Villa Fagen in Gries. Wurde 1889 von einem Herrn Lottermann, 1892 vom Kurarzt Capellmann gekauft.
- 1888 Knabenschule am Grieser Platz; heute befindet sich das Postamt hier.
- 1889 Villa Clara in Gries, Ecke Fagen- und Nino-Bixio-Straße. Unter Denkmalschutz.[3]
- 1890 Bauführung beim Wiederaufbau der abgebrannten Baumwollspinnerei in St. Anton.
- Anfang 20. Jahrhundert Basilika St. Iphigenia, im Stadtviertel Ifigênia von São Paulo, Brasilien